# 第二届夏赫里尔内阁
第二届夏赫里尔内阁是印度尼西亚共和国第3届内阁，也是苏丹·夏赫里尔总理领导的第二届内阁，1946年3月组成，同年6月即垮台。本届内阁中出现了印尼史上第一位女部长玛丽娅·乌尔法·桑托索。

## 背景
第一届夏赫里尔内阁因坦·马拉卡的反对斗争而被迫辞职。苏加诺总统原本想让支持自己的集团组成一个新政府，但他无法做到这一点，主要是因为集团的其他成员担心力量不够，马拉卡会乘机取代苏加诺的位置。于是苏加诺在印度尼西亚中央国民委员会的支持下，请看守内阁总理夏赫里尔组成新内阁。中央国民委员会要求夏赫里尔组成一个代表更广泛意见的内阁，并保证夏赫里尔在阁员的选择问题上拥有更大的发言权，夏赫里尔就同意了。

## 组成

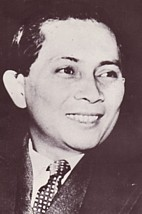
夏赫里尔总理

上届内阁中有十人留任。新内阁包括了更广泛的政党代表，但夏赫里尔的政党仍占主导地位。

### 首长
- 总理兼外交部长：苏丹·夏赫里尔（社会党）

### 内阁部长
- 内政部长：苏达索诺（社会党）
- 国防部长：阿米尔·谢里夫丁（社会党）
- 司法部长：苏万迪（无党派）
- 财政部长：苏拉赫曼·特约克罗阿迪苏尔约（无党派）
- 农业部长：宰因丁·拉萨德（无党派）
- 贸易与工业部长：达尔马万·芒温库苏莫（无党派）
- 公共工程部长：马丁努斯·普图赫纳（印度尼西亚基督教党）
- 新闻部长：穆罕默德·纳席尔（马斯友美党）
- 交通部长：阿卜杜尔·卡里姆（无党派）
- 社会事务部长：玛丽娅·乌尔法·萨托索（印度尼西亚学生联合会）
- 卫生部长：达尔马·塞蒂亚万（无党派）
- 教育部长：穆罕默德·夏费（无党派）
- 宗教事务部长：穆罕默德·拉希迪（马斯友美党）

### 国务部长（无任所）
- 国务部长：维卡纳（无党派）

### 初级部长
- 外交部初级部长：阿古斯·萨利姆（无党派）
- 国防部初级部长：阿鲁吉·卡他维纳塔（马斯友美党）
- 司法部初级部长：哈迪（无党派）
- 财政部初级部长：夏弗鲁丁·普拉维拉内加拉（马斯友美党）
- 农业部初级部长：萨克索诺（社会党）
- 交通部初级部长：朱安达·卡塔维查亚（无党派）
- 公共工程部初级部长：赫尔林·拉奥（印度尼西亚民族党）
- 社会事务部初级部长：阿卜杜尔·马吉德·佐约阿迪宁拉特（社会党）
- 卫生部初级部长：约翰内斯·莱梅纳 （印度尼西亚基督教党）
- 教育部初级部长：托东·苏丹·古农·穆利亚（印度尼西亚基督教党）

## 阁员变动
司法部长苏万迪于1946年6月22日辞职，5天后农业部和贸易与工业部合并为经济部，原农业部长拉萨德被免职。原贸易与工业部长芒温库索莫成为新的经济部长，原农业部初级部长萨克索诺成为经济部初级部长。

## 内阁终结
第二届夏赫里尔内阁因1946年6月27日苏达索诺将军下令绑架了夏赫里尔总理和经济部长芒温库索莫而倒台。与其他反政府武装一样，他们认为政府背叛了百分之百独立的理想，竟然与荷兰人谈判并且在事实上承认了荷军对印尼部分领土的占领。内阁其余成员在国防部长阿米尔·谢里夫丁的主持下召开会议，提出将所有权力移交给苏加诺总统。苏加诺于6月28日颁布总统令，宣布接管政府，标志着印尼共和国内阁回到了建国时的总统制，而第二届夏赫里尔内阁随之终结。

### 书目
- Kahin, George McTurnan (1952) Nationalism and Revolution in Indonesia Cornell University Press, ISBN 0-8014-9108-8
- Ricklefs (1982), A History of Modern Indonesia, Macmillan Southeast Asian reprint, ISBN 0-333-24380-3
- Simanjuntak, P. N. H., , Jakarta: Djambatan: 29–41, 2003, ISBN 979-428-499-8 （印度尼西亚语）.